# Грозино (Житомирская область)
Грозино (укр. Грозине) — село в Коростенской городской общине Житомирской области Украины. Расположено на реке Синявка. 
Находится к востоку от города Коростеня.
Грозино основано в 1948 году. Население по переписи 2001 года составляло 1225 человек. Население по оценке 2025 года составляет 924 человека.
Код КОАТУУ — 1822385202. Почтовый индекс — 11542. Телефонный код — 4142. Занимает площадь 0,956 км².

## Галерея

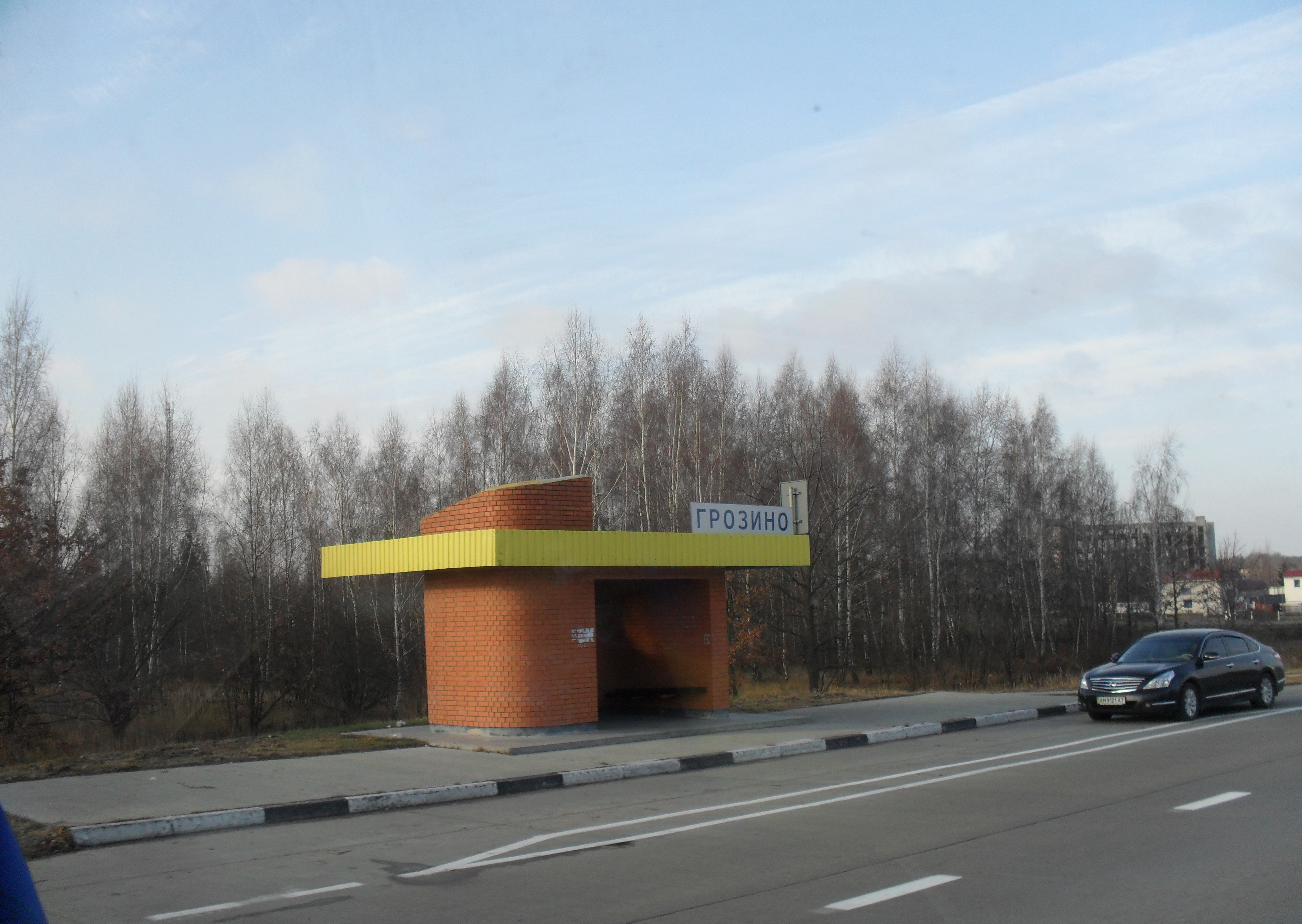
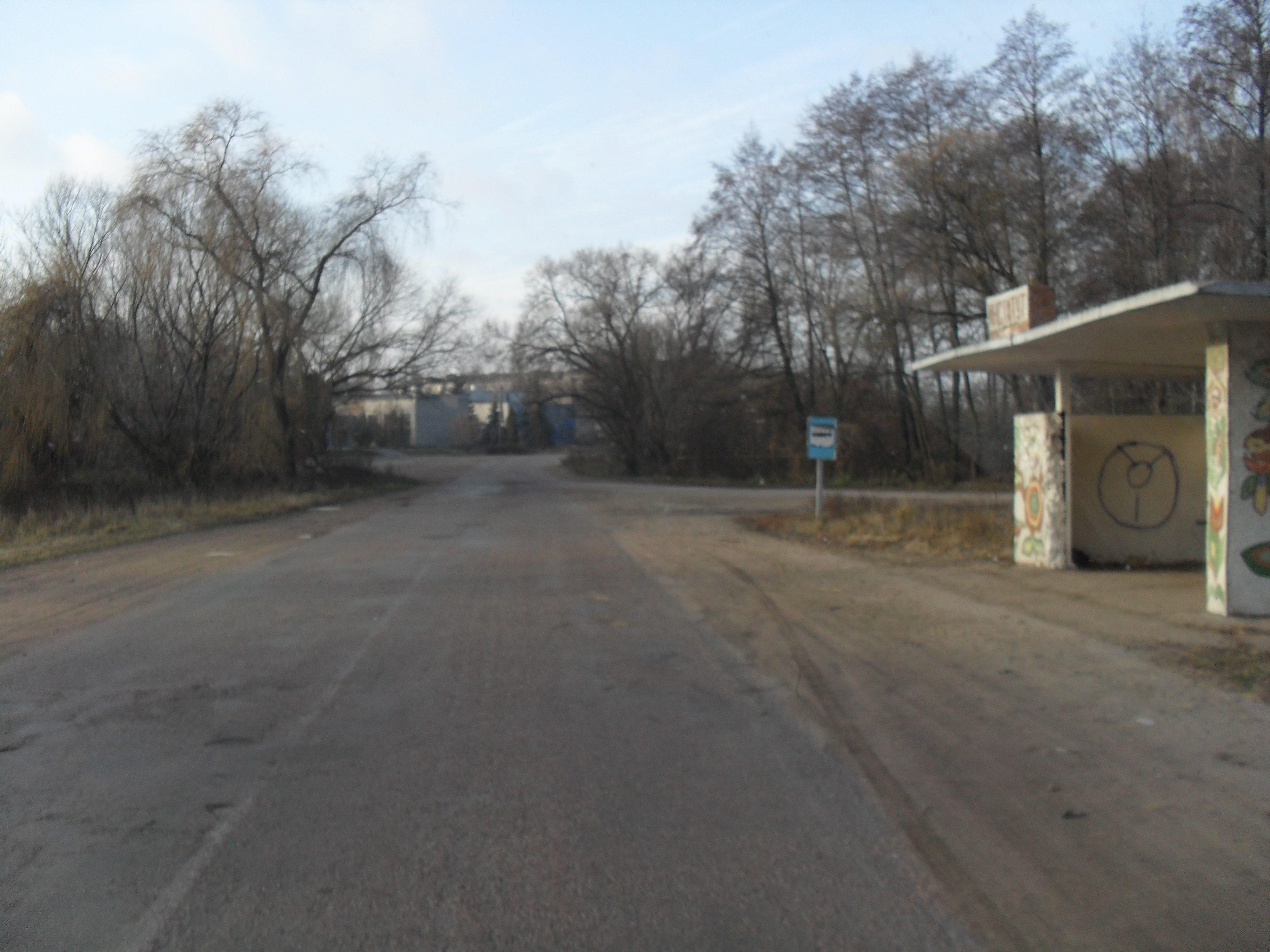
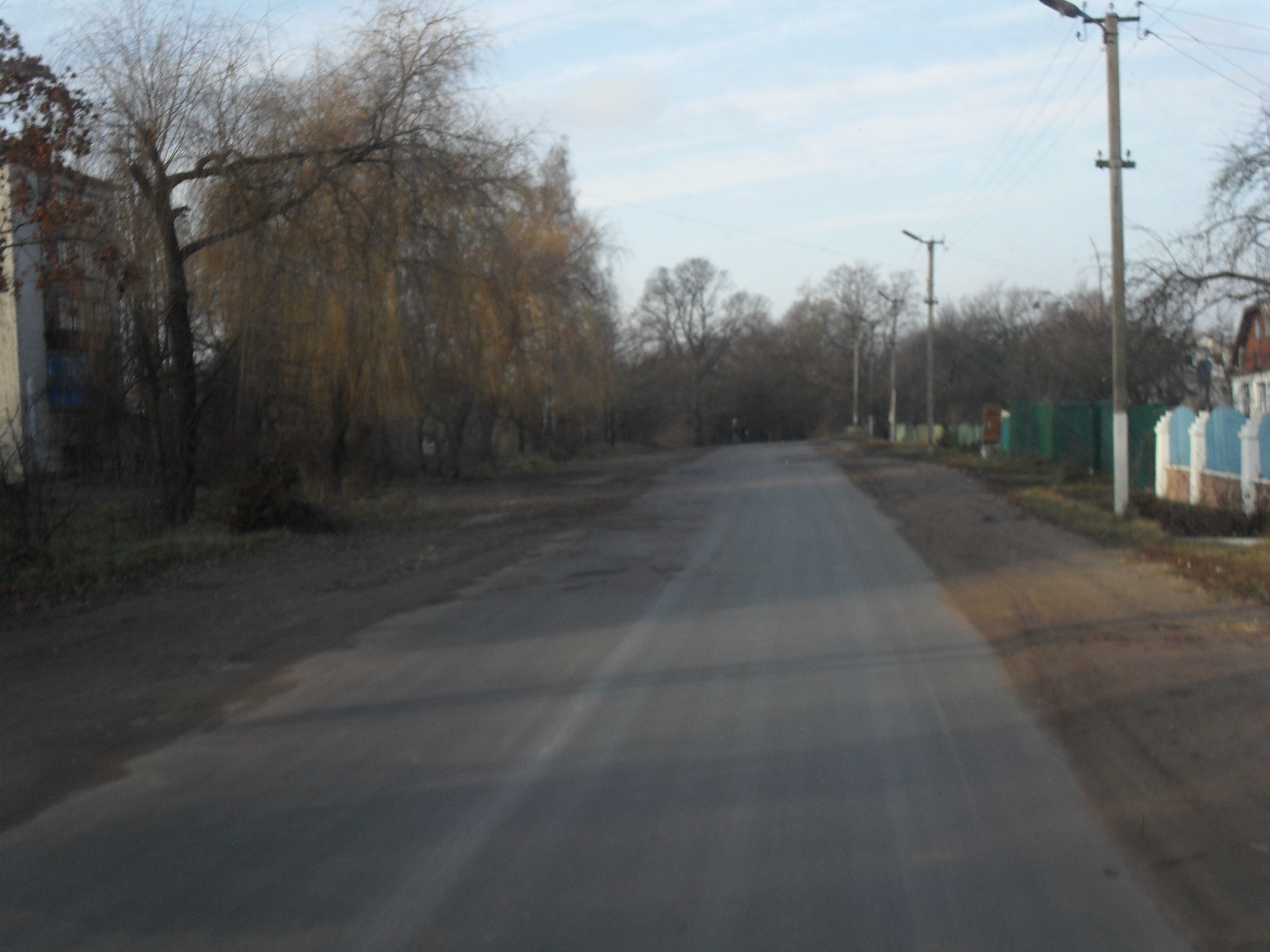
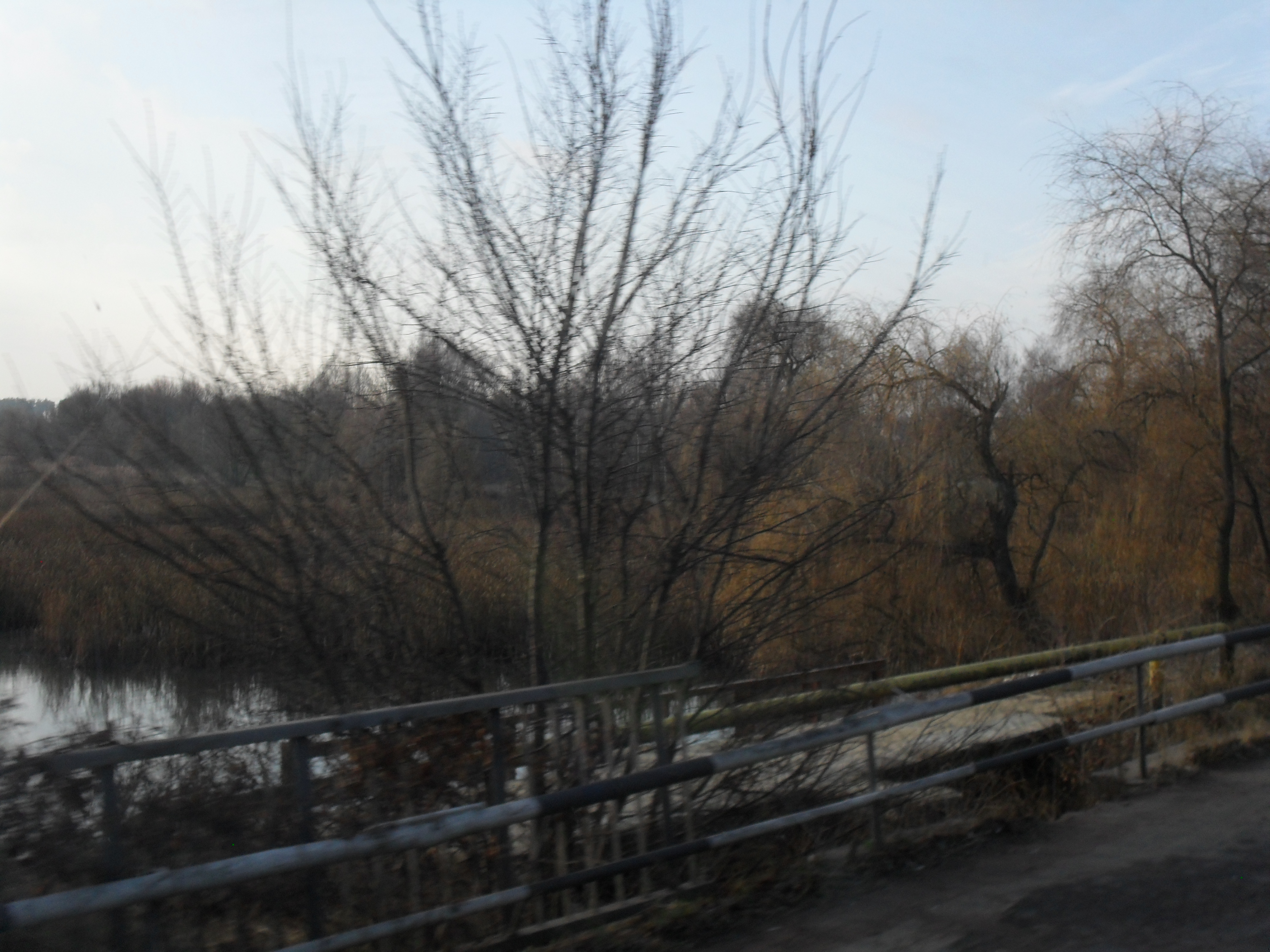
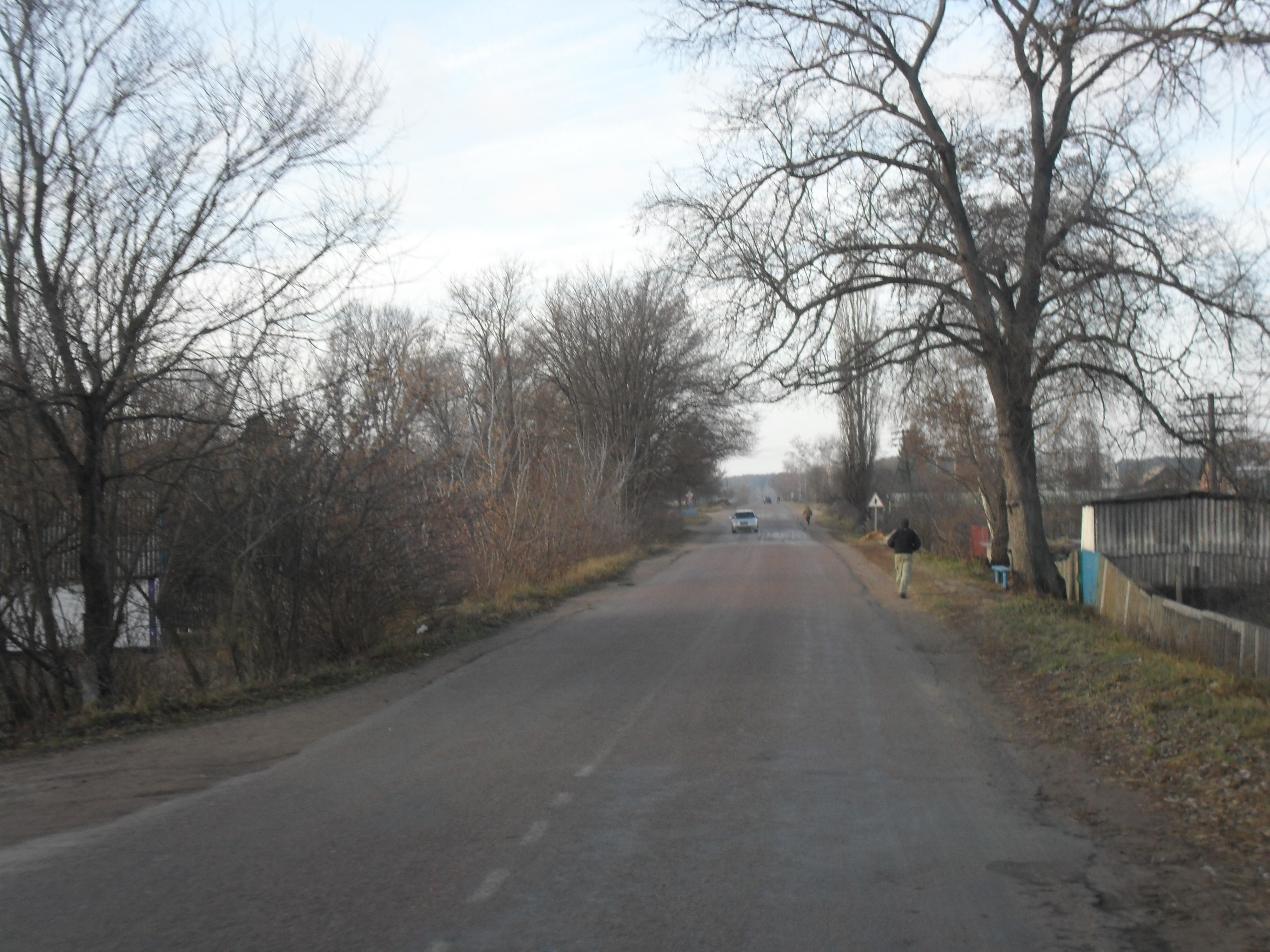
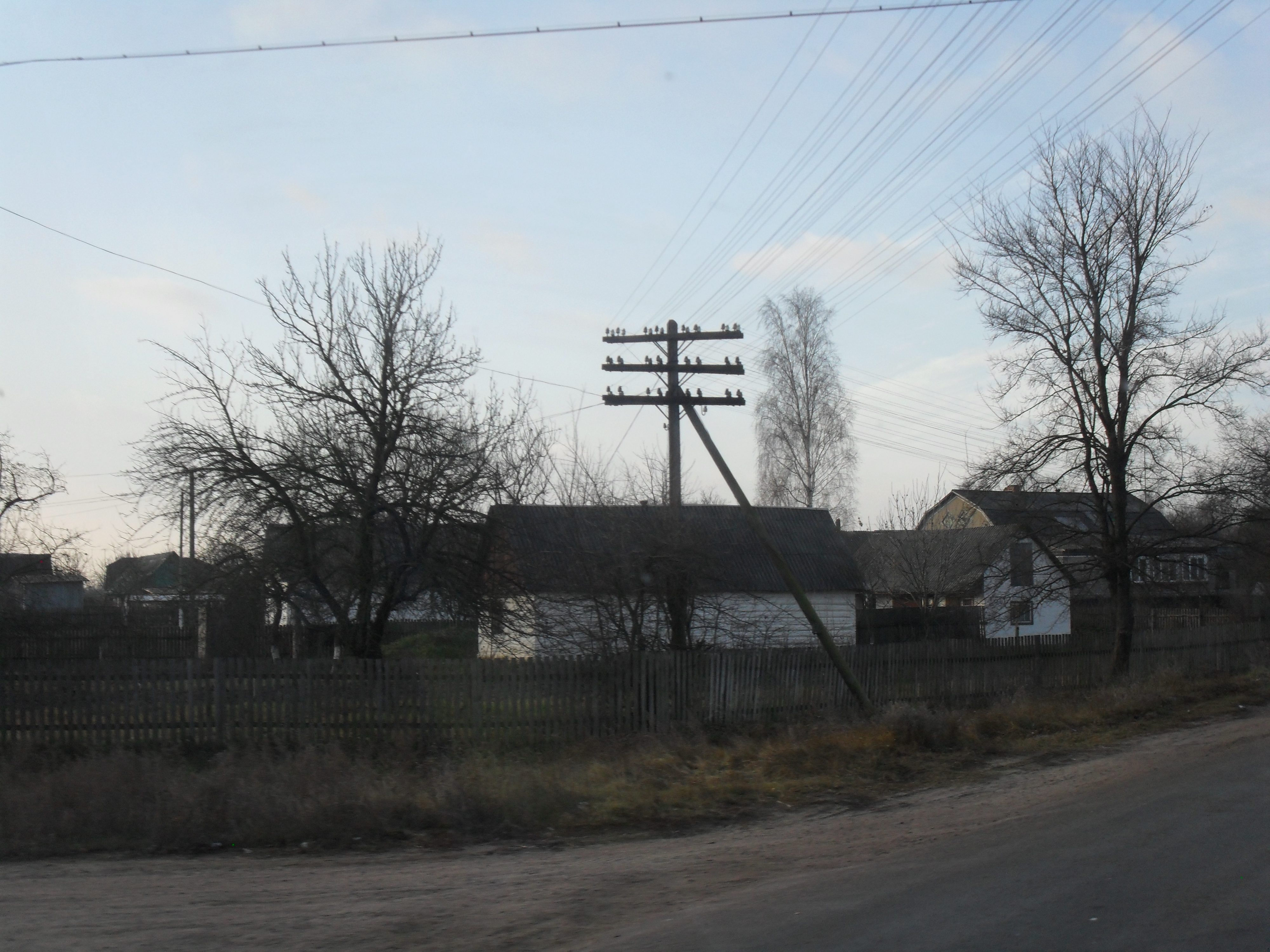
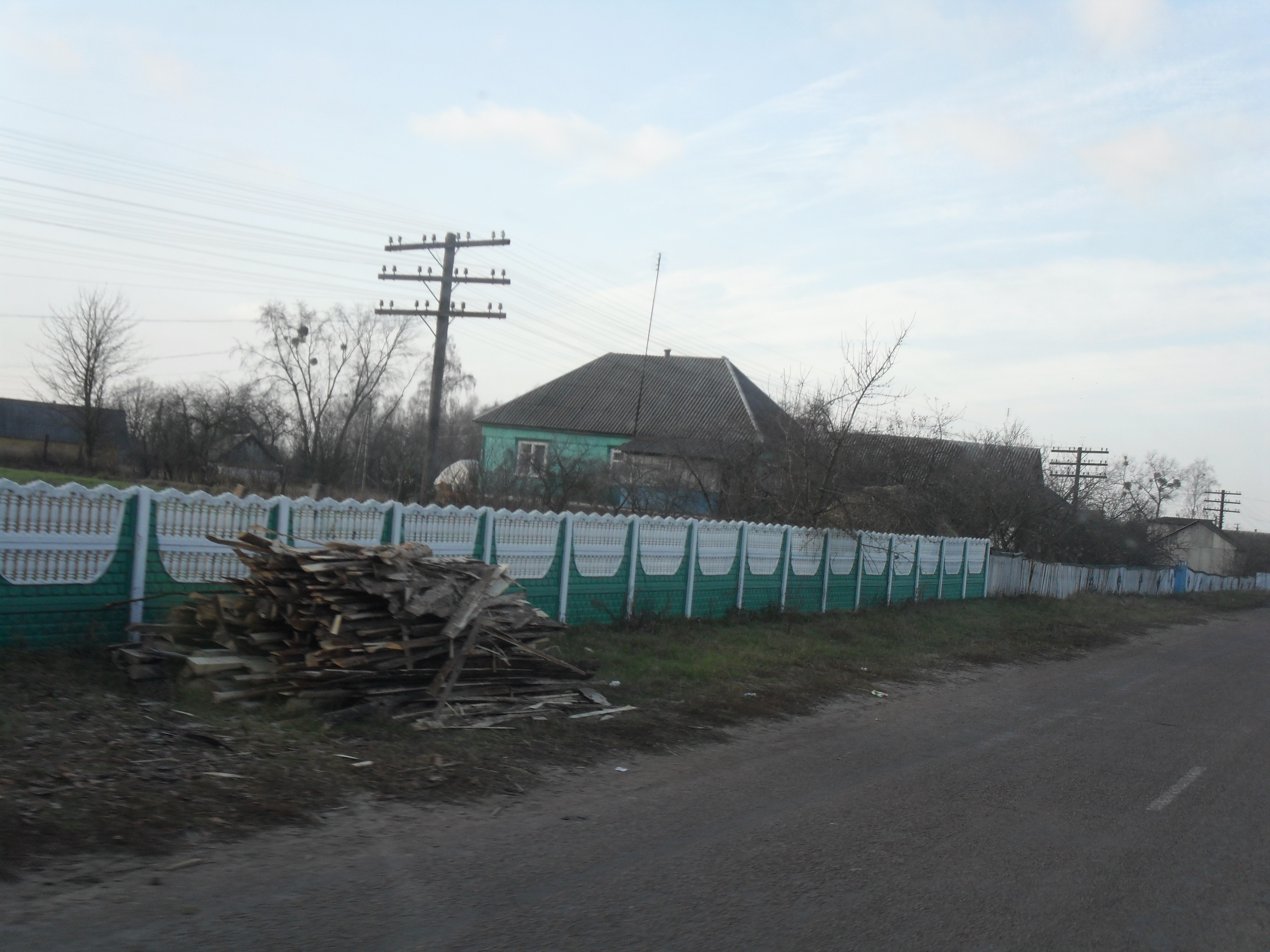
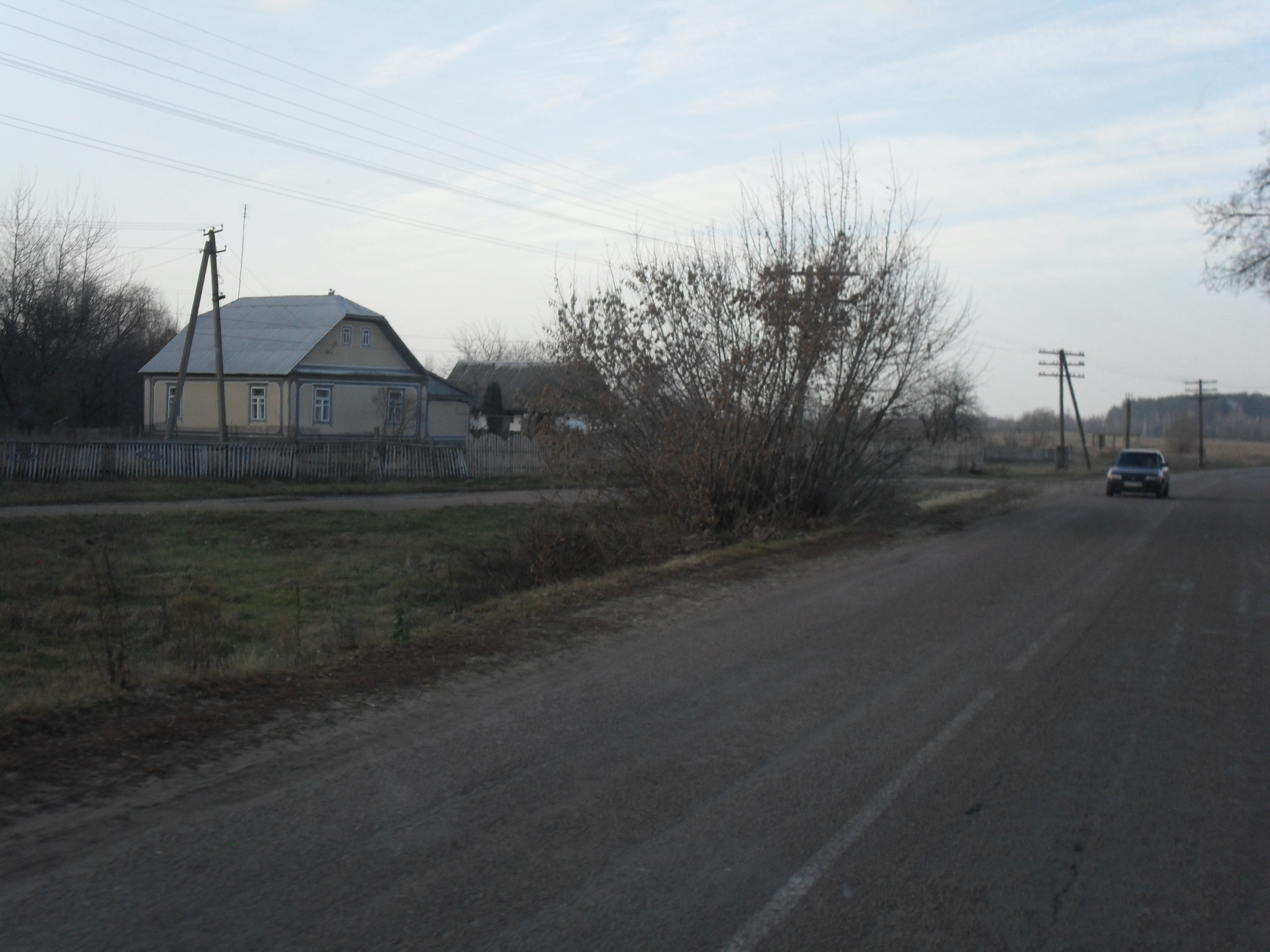